# Obliterantni bronhiolitis
Obliterantni (tudi obliteracijski ali obliterativni) bronhiolitis ali bronhiolitis obliterans (BO) je vrsta bronhiolitisa (vnetja bronhiolusov oziroma sapničic, najožjih cevk v pljučih). Gre večinoma za kronični bronhiolitis, ki nastane zaradi rasti veziva iz sten terminalnih bronhiolusov in posledične zapore njihovih svetlin. Značilni simptomi vključujejo suh kašelj, težko dihanje, piskajoče dihanje in občutek utrujenosti. Običajno se ti simptomi poslabšajo v tednih do mesecih. Pomembno je omeniti, da ni povezana s kriptogeno organizirajočo se pljučnico, ki se je prej imenovala obliterirajoči bronhiolitis z organizirajočo pljučnico.
Vzroki bolezni vključujejo izpostavljenost strupenim hlapom, okužbe dihal, motnje vezivnega tkiva ter zapleti, ki se lahko pojavijo po presaditvi kostnega mozga, srca in pljuč. Simptomi se lahko pojavijo šele od dva do osem tednov po izpostavljenosti strupu ali okužbi. Osnovni mehanizem bolezni vključuje vnetje, ki sčasoma vodi v tvorbo brazgotin. Diagnozo običajno postavimo s pomočjo CT slikanja, preiskav pljučne funkcije ali biopsijo pljuč. Rentgenska slika prsnega koša je pogosto normalna.
Čeprav bolezen ni reverzibilna, je mogoče z zdravljenjem upočasniti nadaljnje poslabšanje. To vključuje uporabo kortikosteroidov ali imunosupresivnih zdravil. V nekaterih primerih se lahko ponudi tudi možnost presaditve pljuč. Kljub temu so rezultati pogosto neugodni, saj večina posameznikov umre v obdobju nekaj mesecev do nekaj let.
Obliterantni bronhiolitis je v splošni populaciji redka bolezen. Kljub temu pa prizadene približno 75 % ljudi deset let po presaditvi pljuč in do 10 % ljudi, ki so prejeli presaditev kostnega mozga od nekoga drugega. Prvič so ga opisali leta 1981, čeprav so se pred tem pojavili nekateri opisi že leta 1956. Izraz bronhiolitis obliterans pa je prvič uporabil Reynaud že leta 1835.

## Znaki in simptomi
Obliterantni bronhiolitis povzroča postopno poslabšanje simptomov, kot so kratka sapa, piskajoče dihanje in suh kašelj. Simptomi se lahko začnejo pojavljati postopoma ali pa se hudi znaki bolezni pojavijo nenadoma. Ti simptomi kažejo na obstruktivni vzorec, ki ni reverzibilen z uporabo bronhodilatatorjev, in so pogosto povezani z različnimi poškodbami pljuč. Med te poškodbe spadajo škodljivi učinki vdihanega materiala, avtoimunske poškodbe po presaditvi, bolezni po okužbi, reakcije na zdravila ter različne avtoimunske bolezni.

## Vzrok
Obliterantni bronhiolitis ima veliko možnih vzrokov, vključno s kolagensko žilno boleznijo, zavrnitvijo presadka pri bolnikih s presajenim organom, virusno okužbo (adenovirus, respiratorni sincicijski virus, influenca, HIV, citomegalovirus), Stevens–Johnsonovim sindromom, pnevmocistično pljučnico, reakcijo na zdravila, aspiracijo in zapleti ob prezgodnjem porodu (bronhopulmonalna displazija) ter izpostavljenost strupenim hlapom. Toksini, vpleteni v stanje, vključujejo diacetil, žveplov dioksid, dušikov dioksid, amonijak, klor, tionil klorid, metil izocianat, vodikov fluorid, vodikov bromid, vodikov klorid, vodikov sulfid, fosgen, poliamid-aminska barvila, iperit in ozon. Lahko je prisoten tudi pri bolnikih s KVČB, sistemskim eritematoznim lupusom, juvenilnim idiopatskim artritisom, revmatoidnim artritisom, GERB, nefropatijo IgA in ataksijo telangiektazijo. Znano je, da ga povzroča aktivno oglje pri vdihavanju. Znani so tudi primeri zaradi zaužitja velikih odmerkov papaverina v rastlini Sauropus androgynus. Poleg tega je motnja lahko idiopatska (brez znanega vzroka).

### Presaditev pljuč
Obliterantni bronhiolitis je pogost zaplet pri presaditvi pljuč, saj so presajena pljuča izpostavljena večjemu tveganju aloimunizacije v primerjavi z zdravimi pljuči. V okviru presaditve pljuč in presaditve krvotvornih matičnih celic (HSCT) se bolezen pogosto imenuje sindrom obliterantnega bronhiolitisa (BOS). Bolniki, pri katerih se razvije BOS po presaditvi pljuč, se razlikujejo po latenci in resnosti bolezni. Na začetku imajo ti bolniki pogosto normalne vrednosti pri meritvah pljučne funkcije in normalne radiografije prsnega koša. Ko bolezen napreduje, se pojavijo simptomi, kot so kratka sapa, kašelj in piskanje pri dihanju, saj se njihova pljučna funkcija zmanjšuje. Strokovni časopis Journal of Heart and Lung Transplantation je leta 2001 objavil posodobljene smernice za razvrščanje resnosti BOS, medtem ko je prvotne smernice in klasifikacijski sistem leta 1993 predstavilo Mednarodno združenje za transplantacijo srca in pljuč. Njihov sistem točkovanja temelji na spremembah vrednosti FEV1 (forsirani ekspiracijski volumen v prvi sekundi) pri bolnikih v primerjavi z njihovo izhodiščno vrednostjo. Ko bolnikom postavijo diagnozo BOS, določijo izhodiščno pljučno funkcijo s testiranjem pljučne funkcije ob diagnozi. Sistem točkovanja BOS je naslednji:
BOS 0: FEV1 > 90 % izhodiščne vrednosti in FEF25–75 > 75 % izhodiščne vrednosti
BOS 0-p: FEV1 81–89 % izhodiščne vrednosti in/ali FEF25–75 <= 75 % izhodiščne vrednosti
BOS 1: FEV1 66–80 % izhodiščne vrednosti
BOS 2: FEV1 51–65 % izhodiščne vrednosti
BOS 3: FEV1 50 % ali manj od izhodišča
Sistem točkovanja kaže povečano resnost bolezni, ko se število BOS poveča.

### Presaditev krvotvornih matičnih celic
Obliterantni bronhiolitis prizadene do 5,5 % ljudi, ki so prejeli HSCT. Eden največjih dejavnikov tveganja po HSCT je razvoj GVHD s 14-odstotnim tveganjem. Drugi dejavniki tveganja po presaditvi zajemajo uporabo tobaka, starost darovalca, starost prejemnika, nižje izhodiščno razmerje FEV1/FVC, nekavkaško raso, periferne in nižje ravni IgG v obtoku. Klinične raziskave so glede teh drugih dejavnikov tveganja pokazale mešane rezultate. Ugotovljena je bila povezava med povečano uporabo perifernih matičnih celic in tveganjem za razvoj obliteracijskega bronhiolitisa. Poleg tega so raziskave pokazale povečano tveganje za razvoj bolezni v prvem letu po presaditvi, če je oseba okužena z respiratornim sincicijskim virusom ali virusom parainfluence v prvih 100 dneh po presaditvi.

### Inhalanti
Obstaja veliko industrijskih snovi, za katere je znano, da ob vdihavanju povzročajo različne vrste bronhiolitisa, vključno z obliterantnim bronhiolitisom.
Industrijski delavci, ki so imeli bronhiolitis:
- delavci v proizvodnji najlona[19]
- delavci, ki brizgajo odtise na tekstil s poliamidno-aminskimi barvili[19]
- delavci v obratih za proizvodnjo baterij, ki so izpostavljeni hlapom tionilklorida
- delavci v obratih, ki uporabljajo ali proizvajajo arome, kot je diacetil[9][19][24]

Diacetil je kemična spojina, ki se uporablja za ustvarjanje umetnega vonja po maslu in se pogosto uporablja v različnih živilih, kot so sladkarije ter pokovka za pripravo v mikrovalovni pečici, in se naravno pojavlja tudi v nekaterih vinih. Prvič je pritegnil pozornost javnosti, ko je skupina osmih nekdanjih zaposlenih v tovarni pokovke Gilster-Mary Lee v Jasperju v Missouriju razvila obliteracijski bronhiolitis. Ta dogodek je privedel do medijske popularizacije poimenovanja v angleščini »popcorn lung« ali »popcorn workers lung« (dobesedno »pljuča pokovke« oziroma »bolezen delavcev v obratih pokovke«. Stanje je tudi znano kot »pljučna bolezen, povezana z aromami«.

### Po okužbi
Postinfekcijski obliterantni bronhiolitis običajno prizadene majhne otroke in predstavlja najpogostejši vzrok te vrste bolezni v tej starostni skupini. Pojavi se običajno po virusnih okužbah z adenovirusi (tip 3, 7 in 21), ošpicami (rubeola), mikoplazmo, CMV, gripo in parainfluenco. Swyer-Jamesov sindrom predstavlja redek zaplet obliteracijskega bronhiolitisa, ki ga povzročajo ošpice ali adenovirusi. Postinfekcijski obliteracijski bronhiolitis je najpogostejši na južni polobli, zlasti v državah, kot so Brazilija, Argentina, Avstralija, Čile in Nova Zelandija. V devetdesetih in zgodnjih 2000-ih je bila bolezen na teh območjih razširjena, s 14-% deležem v bolnišnični respiratorni populaciji otroške bolnišnice Ricardo Gutiérrez v Buenos Airesu od leta 1993 do 2002. Pomembna dejavnika tveganja za nastanek bolezni sta okužba z adenovirusom in potreba po ventilatorju. V nasprotju z drugim vzrokom obliteracijskega bronhiolitisa pri otrocih, Steven's Johnsonovim sindromom, je postinfekcijski obliteracijski bronhiolitis običajno kronična, vendar neprogresivna bolezen. Vpliv bolezni na otroke in njihovo kakovost življenja se meri s testi delovanja pljuč in toleranco za vadbo. Otroci z nižjo pljučno funkcijo, ki se meri s testiranjem pljučne funkcije, imajo nižjo toleranco za vadbo, kar vpliva na kardiovaskularno delovanje. Posledično imajo težave s vzdrževanjem starosti primerne aerobne pripravljenosti, kar dolgoročno vpliva na vsakodnevne življenjske dejavnosti (ADL) in kakovost življenja.

### Sežigalnice odpadkov
Pri veteranih iz Iraka in Afganistana opažajo pojavljanje konstriktivnega bronhiolitisa, ki ga povezujejo z izpostavljenostjo odpadkom v vojaških sežigalnicah smeti. Veterani doživljajo težave z dihanjem in druge simptome, podobne astmi. Za diagnosticiranje tega stanja je edini učinkovit način biopsija pljuč, saj so rentgenski posnetki prsnega koša in računalniškotomografske slike običajno brez posebnosti. Čeprav vlada zavrača obstoj kakršnekoli povezave med vojaškimi sežigalnicami odpadkov in zdravstvenimi težavami veteranov, je vzpostavila »Register nevarnosti snovi v zraku in odprtih sežigalnic odpadkov«, ki sledi zdravstvenemu stanju veteranov, izpostavljenih vojaškim sežigalnicam odpadkov, v prizadevanju za ugotavljanje morebitne povezave.

### E-cigarete
Ameriško združenje za pljuča je leta 2016 opozorilo na tveganje, povezano z aromatiziranimi e-cigaretami. Kljub temu pa Health Canada do leta 2019 ni zabeležila nobenega primera v zvezi s tem. Public Health England je pojasnil, da je povezava nastala zaradi prisotnosti kemikalije diacetil v nekaterih aromah, uporabljenih v tekočinah za e-cigarete za ustvarjanje maslenega okusa. V Združenem kraljestvu, na primer, je diacetil prepovedan kot sestavina v e-cigaretah in tekočinah za vapanje. Spletna stran Nacionalne zdravstvene službe Združenega kraljestva navaja, da vaping ne povzroča oblizerantnega bronhiolitisa.

## Mehanizem
Osnovni mehanizem vključuje poškodbo in vnetje epitelijskih ter subepitelijskih celic. Te celice nato izgubijo sposobnost regeneracije tkiva, zlasti izgubijo možnost obnove epitelija ali najbolj zunanje plasti, kar vodi do prekomerne rasti celic in brazgotinjenja. Opisane so različne poti bolezni, vključno s fibrotičnimi, limfocitnimi in s protitelesi posredovanimi potmi. Kljub temu, da ima vsaka od teh poti različen vzrok, rezultat ostajata poškodba in vnetje, ki povzročita brazgotinjenje pljučnega tkiva. Brazgotinjeno tkivo otežuje izdih med dihanjem, kar povzroči zadrževanje zraka, kar je opazno na medicinskih slikah. Ker brazgotinjenje ni reverzibilno, se bolezen na splošno sčasoma ne izboljša in glede na vzrok lahko napreduje do smrti.

## Diagnoza
Obliterantni bronhiolitis pogosto diagnosticirajo na podlagi simptomov obstruktivne pljučne bolezni, ki se pojavijo po poškodbi pljuč. Kljub temu pa se dokončna diagnoza postavlja z biopsijo, vendar se ta postopek zaradi spremenljive porazdelitve lezij, ki vodi do lažno negativnih rezultatov, in invazivne narave postopka pogosto ne izvaja. Za postavitev diagnoze obliterantnega bronhiolitisa so običajno potrebni različni testi, vključno s spirometrijo, preizkusi difuzijske kapacitete pljuč (DLCO), testi pljučnih volumnov, rentgenskimi slikami prsnega koša, visokoresolucijsko računalniško tomografijo (HRCT) in morebitno biopsijo pljuč.

### Testiranje pljučne funkcije
Spirometrični testi običajno pokažejo obstruktivni vzorec, kar je najpogostejša prezentacija obliterantnega bronhiolitisa. Rahlo zmanjšana do normalna forsirana vitalna kapaciteta (FVC) in zmanjšano razmerje med FEV1 in FVC ter forsirani ekspiratorni volumen (FEV) z malo ali brez korekcije z uporabo bronhodilatatorjev so pogosti izsledki. Preskusi pljučnih volumnov lahko pokažejo hiperinflacijo (prekomerno količino zraka v pljučih zaradi zadrževanja zraka). Testi difuzijske kapacitete pljuč (DLCO) so običajno normalni; ljudje z zgodnjo fazo OB imajo večjo verjetnost, da bodo imeli normalne izvide DLCO. FEV1 (prostornina forsiranega izdiha v prvi sekundi) mora biti nad 80 % predvidenih vrednosti, da velja za normalno. Bronhiolitis obliterans zmanjša to na med 16 % in 21 %.

### Medicinsko slikanje
V začetni fazi bolezni je radiografija prsnega koša običajno normalna, vendar lahko pokaže znake hiperinflacije. Med napredovanjem bolezni se lahko pojavi retikularni vzorec z zadebelitvijo sten dihalnih poti. Visokoresolucijska računalniška tomografija (HRCT) lahko dodatno razkrije ujetja zraka pri popolnem izdihu ter zgostitve v dihalnih poteh in motnost v pljučih. Pogosta ugotovitev na HRCT so tudi neenakomerna območja zmanjšane gostote pljuč, kar kaže na zmanjšan premer žilja v pljučih in ujetost zraka. Ta vzorec se pogosto opisuje kot »mozaični vzorec« in lahko kaže na obliteracijski bronhiolitis.

## Zdravljenje
Bolezen ni reverzibilna, vendar pa ustrezno zdravljenje lahko upočasni njeno nadaljnje napredovanje. Zdravljenje lahko zajema uporabo kortikosteroidov ali imunosupresivov. Pri bolnikih z oteženim dihanjem in posledično hipoksemijo se lahko uporablja zdravljenje z nadomeščanjem kisika. Pri bolnikih s kroničnimi pljučnimi boleznimi se priporoča rutinsko cepljenje za preprečevanje zapletov zaradi sekundarnih okužb, kot sta pljučnica in gripa.